# كأس رابطة الأندية الإنجليزية المحترفة 2012–13
كأس رابطة الأندية الإنجليزية المحترفة 2012–13 (بالإنجليزية: 2012–13 Football League Cup)‏ هو الموسم 53 من  كأس رابطة الأندية الإنجليزية المحترفة. أشرف على تنظيمه دوري كرة القدم الإنجليزي، وكان عدد الأندية المشاركة فيه  92، وفاز فيه سوانزي سيتي.